# Каменецький Йосип Кирилович
Йосип Кирилович Каменецький (*4 квітня 1750— 1823) — український та російський медик.
Народився 4 квітня 1740 року в міщанській родині. Був козаком Стародубського полку. Початкову освіту здобув у церковній школі. Вихованець Чернігівського духовного колегіуму. У 1780 році після закінчення Петербурзької шпитальної школи він починає свою лікарську діяльність.
З 1798 року був інспектором Петербурзької санітарно-лікарської управи, з 1814 року — доктор медицини, з 1816 — лейб-медик при дворі Олександра І — перший з вітчизняних лікарів.
У 1803 році побачила світ книга Й. Каменецького «Краткое наставление о лечении болезней простыми средставами». Книга була розрахована на простих людей. Вона перевидавалась 13 разів, в тому числі на вірменській та грузинській мовах.
Автор правопису, коректури та «Словника» (972 слова) до перших двох видань «Енеїди» І. Котляревського (1798, 1808), помічник Максима Парпури.